# SS Mobile (1920)
SS Mobile byl jedním z parníků společnosti White Star Line, která jej koupila v roce 1919. Byl jedním z parníkům této společnosti, kterým zůstalo původní jméno a nebyl přejmenován na jiné s pro White Star Line tradiční koncovkou -ic.